# Lago Monti
Lago Monti är en sjö i Antarktis. Den ligger i Östantarktis. Nya Zeeland gör anspråk på området. Monti ligger 185 meter över havet.